# Cleora fuscaria
Cleora fuscaria là một loài bướm đêm trong họ Geometridae.